# 23e régiment du génie
Pour les articles homonymes, voir 23e régiment.
Le 23e régiment du génie (ou 23e RG) est un régiment de génie de l'armée française.

#### 1916

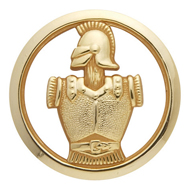
Insigne de béret du génie

## Historique

### Depuis 1945
En 1955/56 le colonel Gilois a créé un bac permettant de traverser un fleuve avec hommes de troupe ou engins blindés. Par la suite, sur le même principe, des variantes permettant de jumeler plusieurs bacs pour créer un pont pour passer un fleuve en continu.
En 1956, et les années suivantes le 23e formait des conducteurs d'engins, bulldozer, niveleuse, grues, etc.
Le 23e régiment du génie est un régiment du génie mis sur pied en cas de mobilisation à partir des 231e et 232e compagnies du génie de division d'infanterie de OISSEL et doit être affecté à la 8e division d'infanterie (AMIENS).

## Drapeau
Il ne porte aucune inscription:

## Devise
Res non verba ce qui signifie : "des réalités et non des mots" ce qu'on peut aussi traduire par : "des actes et non des paroles"